# Возжаївка
Возжаївка (рос. Возжаевка) — село у Бєлогорському районі Амурської області Російської Федерації. Розташоване на території українського історичного та етнічного краю Зелений Клин.
Входить до складу муніципального утворення Возжаївська сільрада. Населення становить 5068 осіб (2018).

## Історія
З 4 січня 1926 року до 30 липня 1930 року належало до новоутвореного Александрівського району Амурської округи Далекосхідного краю, що відповідав нинішньому Бєлогорському району. З 20 жовтня 1932 року ввійшло до складу новоутвореної Амурської області.
З 19 січня 2005 року входить до складу муніципального утворення Возжаївська сільрада.

## Населення
| 1979  | 1989  | 2002  | 2010  | 2012  | 2013  | 2014  |
| ----- | ----- | ----- | ----- | ----- | ----- | ----- |
| 6827  | ↗7952 | ↘7280 | ↘6027 | ↘5645 | ↘5462 | ↘5327 |
| 2015  | 2016  | 2017  | 2018  |       |       |       |
| ↘5228 | ↘5121 | ↘5103 | ↘5068 |       |       |       |